# Virus del Putumayo
El virus del Putumayo es el nombre que se le dio al incidente que implicó al Ejército de Colombia con el presunto encuentro con un patógeno desconocido en el departamento del Putumayo, cerca a la frontera con Ecuador.
La enfermedad mató a uno de los soldados, e infectó gravemente a otros ocho.

## Desarrollo
Tropas de la Brigada 27 de Selva en el Putumayo se encontraba realizando operativos antidrogas contra las disidencias de las FARC-EP en zonas boscosas de la cuenca del río Putumayo, en el departamento homónimo. El 4 de marzo de 2020, un miembro reportó sentirse mal y se ordenó trasladarlo a Mocoa, la capital de la región, pero por cuestiones climáticas no progreso dicha orden, según el coronel EC Hugo Sandoval Villamizar.
Sandoval expresó que los síntomas del fallecido eran similares al dengue o paludismo; un suboficial y otro soldado reportaron sentirse indispuestos por salud y ellos sí lograron ser trasladados. Para el día siguiente, otros cinco militares mostraron los mismos síntomas: todos tenían en común haber estado por el municipio de Puerto Asís, cerca al Ecuador.
El comando castrense comunicó que de los sobrevivientes se registró que sus signos no eran de alguna enfermedad conocida o registrada, algunos de los infectados fueron trasladados a centros médicos de Neiva o Ibagué, así mismo informó que advirtieron a las autoridades del Estado colombiano para las investigaciones, posterior a este comunicado no se volvió a describir el caso y el nombre del virus o enfermedad que atacó a los soldados.

### Síntomas
Los síntomas presentados por los afectados era fiebre, dificultad para respirar y malestar en el cuerpo, por ese motivo fue comparado con el dengue y la malaria.

### Reacciones
Los familiares del fallecido, de nombre Luis Helí Robayo Fuentes de 35 años, originario de Pesca (Boyacá), pidieron explicaciones y el origen del deceso de Robayo.

## Sucesos posteriores
En diciembre de 2021, en Cesar, murieron 2 soldados y otros 60 fueron aislados de una base del Ejército colombiano. Al principio se desconocía qué virus provocaba la enfermedad que estaba relacionada con fiebre, y se pensaba que era el del COVID-19, descartándose este posteriormente. Ese mismo mes, la Dirección de Sanidad del Ejército informó que era la enfermedad de Chagas lo que había atacado en oleada al grupo castrense, no teniendo relación con el caso del virus del Putumayo.